# Giovanni I Participazio
Giovanni I Participazio fue el décimo dux de Venecia (829-836) según la tradición, y el duodécimo según los datos históricos verificables. Su reinado empezó subiendo al trono tras la muerte de su hermano y terminó siendo depuesto.
Su padre Angelo le había nombrado codux mientras su hermano Giustiniano se encontraba en Constantinopla. Cuando este volvió depuso a su padre, y Giovanni, que pertenecía a la facción francófila, se exilió en Zadar. Giovanni fue llamado en 829 para regresar y sucederle. Fue elegido por la asamblea y continuó las obras de una nueva basílica para el cuerpo de San Marcos. El resto de su reinado transcurrió en disputas y problemas, tanto internos como externos.
El primer problema fue el regreso de Obelerio Antenoreo tras veinte años de exilio en Constantinopla. Desembarcó con sus seguidores en Vigilia, cerca de Malamocco, y reclamó el dogado para sí. Malamocco y Vigilia se pusieron de su parte y por ello fueron arrasadas por Giovanni. Obelerio fue asesinado y su cabeza presentada al pueblo.
Una revuelta en Venecia colocó en el trono a uno de los tribunos, Caroso, durante seis meses, durante los cuales Giovanni se refugió en la corte del rey de los lombardos Lotario I, sorprendido además por la participación de miembros de su familia en la rebelión. Pero pronto los Participazio destituyeron y cegaron a Caroso, solicitando a Giovanni volver a Venecia. Su gobierno dictatorial provocó una reacción aristocrática, encabezada por los Mastalici, y una noche del año 836, le emboscaron a la salida de la iglesia de San Pietro de Olivolo. Lo arrestaron, lo tonsuraron y lo llevaron a la iglesia de Grado.